# Alwar Sundell
Samuel Alwar Sundell, född 22 maj 1906 i Kvevlax, död 22 oktober 1990 i Vasa, var en finländsk frikyrkopastor och politiker.
Sundell genomgick baptistseminariet i Vasa 1924–1926 och fortsatte sedan sina teologiska studier i Sverige och USA. Han var 1929–1934 ledare för Yttermarks baptistförsamling, 1934–1954 ungdomssekreterare och 1954–1958 missionssekreterare inom Finlands svenska baptistmission samt riksdagsledamot 1958–1966 (SFP). Från 1967 till 1971 var han ombudsman vid Svenska Österbottens landskapsförbund.
Sundell engagerade sig i fredsarbetet bland annat som redaktör för Fredsposten 1966–1978 och som ordförande i Finlands fredsförbund 1974–1979. Han utgav 1988 memoarer under titeln Min väg.